# Tobler (Familie, Appenzell Ausserrhoden)
Die Tobler sind eine Familie aus Heiden, Wolfhalden, Grub und Trogen im Schweizer Kanton Appenzell Ausserrhoden. Deren Mitglieder machten sich vor allem als Kaufleute einen Namen.

## Geschichte
Der wohlhabende Müller Ulrich Tobler, gestorben 1733, aus dem Weiler Untern in der Gemeinde Heiden, etablierte sich nach seiner Übersiedlung nach Wolfhalden mit grossem Erfolg im Korn-, Salz- und Garnhandel. Dabei kam ihm seine Einheirat in die Rheinecker Schifferfamilie Pfeiffer im Jahr 1692 sehr zustatten. Zwei Söhne blieben dank Förderung durch die Zellweger im Textilhandel erfolgreich und begründeten bedeutende Kaufmannsdynastien.
Eine Linie behielt ihre Geschäftsbasis in Ausserrhoden und erreichte mit den Landesbeamten Johann Konrad Tobler und Michael Tobler um 1800 ihren Höhepunkt. Beide machten grosse Vergabungen für soziale und kulturelle Zwecke. Ein Enkel und ein Urenkel von Michael Tobler waren Direktoren einer Seidenzwirnfabrik in Balsthal. 
Die zweite Linie etablierte sich 1768 in Livorno. Ein Nachkomme wurde im Jahr 1852 in den toskanischen Adel aufgenommen. Andere fanden den Weg nach San Francisco und Manchester, wo sie bedeutende Handelshäuser führten. Einem anderen Zweig dieser Linie entstammte der Arzt und Kulturforscher Titus Tobler.